# Евгений Шевкенов
Евгений Шевкенов е български и австрийски цигулар.

## Биография
Неговите родители са известната оперна певица и вокален професор Елена Балджиева и пианистът Владимир Шевкенов. Завършил е Училище за музикално и танцово изкуство „Добрин Петков“ – Пловдив, Националната музикална академия – София, Виенския университет за музика и изпълнителско изкуство (Виенска музикална академия).
Още по време на следването си в Австрия свири във Виенската филхармония. Концертирал е в над 30 страни по света в престижни зали като „Карнеги Хол“, „Музикферайн“, Концертхаус, „Осака Симфони Хол“, „Беяс Артес Мексико Сити“, „Пещи Вигадо“, Мюнхенската филхармония „Гащайг“, „Конуей хол“ и много други. През 2000 г. получава почетно австрийско гражданство за забележителни постижения в изкуството. През 2022 получава държавна професионална титла „професор“ с указ на президента на Австрия.
Сър Невил Маринер го нарича „артист с изключителна дарба“, виенският вестник „Ди Прессе“ на 17 юли 2007 г. го нарича „брилянтен Шевкенов“, а „Вашингтон Поуст“ на 10 декември 2004 г. пише за него: „... виртуозна техника... Шевкенов ни поднесе вълнуващо изпълнение!“
Основава „Ансамбъл Концертанте Виена“, печели международно признание като негов солист и диригент. Той е съосновател на „Европейско културно дружество Виена“ (2006), избран е за негов
председател (2008). Председател на културния комитет на „Виена Економик Форум“ от 2014 г.
Професор по цигулка в Консерваторията „Густав Малер“, Виена от 2000 г. до 2014 г., след това в Консерваторията „Рихард Вагнер“, а от 2021 и в АМТИИ „Проф. Асен Диамaндиев“, Пловдив, където през 2022 защитава докторска дисертация. Водил е майсторски класове и е бил член на жури в България, Япония, Китай, Австрия, Чехия, Италия, Унгария, Испания и Сърбия.